# Elgar Fleisch
Elgar Fleisch (* 22. Januar 1968 in Bregenz) ist ein österreichisch-schweizerischer Professor für Informations- und Technologiemanagement an der ETH Zürich und der Universität St. Gallen. Neben seiner akademischen Karriere ist er als Musiker auch Teil des Duos Fleisch & Fleisch, wo er mit seinem Bruder Gerald zusammen bisher neun Alben aufgenommen hat.

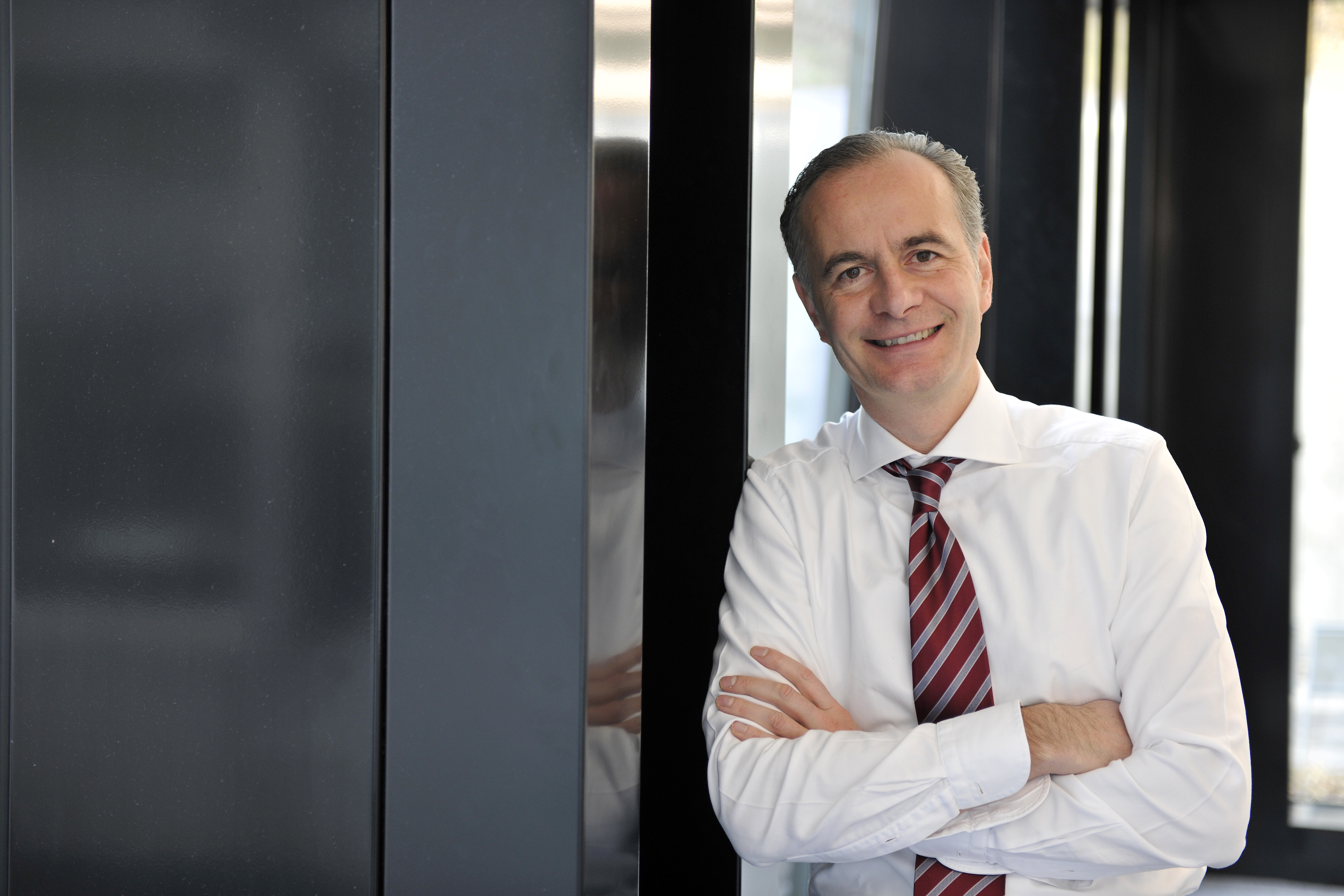
Elgar Fleisch (2013)

## Leben
Elgar Fleisch hat 1987 an der HTL Bregenz in der Fachrichtung Maschinenbau maturiert, danach an der Universität Wien Wirtschaftsinformatik studiert und 1993 im Bereich Künstliche Intelligenz seine Dissertation abgeschlossen. Ab 1994 habilitierte er am Institut für Wirtschaftsinformatik an der Universität St. Gallen (HSG) zum Thema Unternehmensnetzwerke. 1996 unterbrach Elgar Fleisch seine Postdoc-Zeit für ein Jahr und gründete die IMG Americas in Philadelphia, USA. Im Jahr 2000 wurde er Assistenzprofessor an der HSG. Seit 2002 ist Elgar Fleisch Ordinarius am Institut für Technologiemanagement der Universität St. Gallen (ITEM-HSG). Im Jahr 2004 folgte er zusätzlich dem Ruf an die ETH Zürich, wo er den Lehrstuhl für Informationsmanagement am Departement für Management, Technologie und Ökonomie (MTEC) übernahm. Seine Sabbaticals verbrachte Elgar Fleisch am Massachusetts Institute of Technology und am Dartmouth College. Elgar Fleisch ist Mitgründer mehrerer Spin-off- und Startup-Unternehmen sowie Mitglied des Aufsichts- bzw.  Verwaltungsrats der Robert Bosch GmbH, Stuttgart, Mobiliar Versicherungsgesellschaft AG, Bern, und UNIQA Insurance Group AG, Wien. Er ist zudem Mitglied des Stiftungsrats der Gebert Rüf Stiftung, Basel.

## Forschung
Bereits seit 1999 steht die Verschmelzung der physischen mit der digitalen Welt zu einem Internet der Dinge im Zentrum seines Forschungsinteresses. Er verfolgt mit seinem Team das Ziel, diese Verschmelzung in den Dimensionen Technologie, Anwendungen und Implikationen zu verstehen und darauf aufbauend neue Technologien und Anwendungen zum Nutzen von Wirtschaft und Gesellschaft zu entwickeln.
Elgar Fleisch hat seine Forschung in mehrere Forschungslabors organisiert, die jeweils über beide Universitäten spannen, Technologie und Wirtschaftswissenschaften verbinden und theoretisch fundiert sowie in der Praxis verankert sind. Die meisten Projekte finden in enger Zusammenarbeit mit der Industrie statt. Die Ergebnisse haben Fleisch und sein Team in über 500 wissenschaftlichen Beiträgen publiziert.

## Publikationen
- ResearchGate: https://www.researchgate.net/profile/Elgar_Fleisch
- Google Scholar: https://scholar.google.com/citations?hl=de&user=9CEJKM4AAAAJ
- mit Christoph Franz, Andreas Herrmann, Annette Mönninghoff: Die digitale Pille. Eine Reise in die Zukunft unseres Gesundheitssystems. Campus, 2021, ISBN 978-3-593-51369-0.